# Trisateles olivaria
Trisateles olivaria là một loài bướm đêm trong họ Erebidae.